# Burg Kilsenberg
Die Burg Kilsenberg ist eine abgegangene Höhenburg auf dem „Kätzleberg“ 500 Meter östlich des heutigen Wohnplatzes Burghöfe im Bereich des Ortsteils Hohenbodman der Gemeinde Owingen im Bodenseekreis in Baden-Württemberg.
Die vermutlich im 12. Jahrhundert erbaute, heute nur noch als Burghügel mit Gräben erkennbare Burg war der Sitz der 1191 bis 1270 bezeugten Kilse von Kilsenberg.